# Arif Məmmədov
Arif Əhməd oğlu Məmmədov (ur. 22 września 1964) – azerski dyplomata.

## Edukacja
Studiował od 1983-1988 w Wojskowym Instytucie Języków Obcych (WKIMO) w Moskwie.

## Ambasador
Od maja 2000 roku do listopada 2006 roku kierował Misją Azerbejdżanu do Unii Europejskiej w Brukseli, od stycznia 2007 roku do września 2012 Misją Azerbejdżanu do Rady Europy w Strasburgu. Od czerwca 2014 roku kieruje (jako pierwszy ambasador UE) Misją do Unii Europejskiej w sprawie Organizacji Współpracy Islamskiej (OIC) z siedzibą w Dżuddzie.

## Inne
Od 2008 do 2012 roku był członkiem Rady Zarządzającej Europejskiego Centrum Wergelanda z siedzibą w Oslo, europejskiego centrum zasobów w dziedzinie edukacji międzykulturowej, edukacji o prawach człowieka i edukacji obywatelskiej.

## Zainteresowania
Oprócz polityki interesuje się sportem i muzyką.